# Constantin Dissescu
Constantin G. Dissescu, né le 8 août 1854 à Slatina et mort le 10 août 1932, est un juriste et homme politique roumain.

## Biographie
Constantin G. Dissescu naît le 8 août 1854 à Slatina. Il est le fils d'un magistrat. Diplômé du Collège national Saint Sava de Bucarest, il suit la tradition familiale en étudiant le droit et l'histoire à l'université de Paris. Il obtient un diplôme de premier cycle en 1875 et un doctorat en droit deux ans plus tard. De retour en Roumanie, il est juge au tribunal du comté d'Ilfov de 1878 à 1880. Il enseigne ensuite le droit aux universités de Iași (1883) de Bucarest à partir de 1884. Il est doyen de la faculté de droit de Bucarest de 1909 à 1913. Il est procureur de l'État  de 1892 à 1893.
Constantin Dissescu édite le journal Dreptul et plaide en 1907 en faveur d'une loi organisant la profession d'avocat. Il est membre du Parti national libéral (PNL) jusqu'en 1885, date à laquelle il adhère au Parti conservateur. En 1908, il suit Take Ionescu dans le Parti conservateur-démocrate, rejoignant le PNL après la Première Guerre mondiale. Il est ministre de la Justice d'avril 1899 à juillet 1900, et ministre des Affaires religieuses et de l'Instruction publique à deux reprises : d'octobre 1906 à février 1907 et d'octobre 1912 à décembre 1913. Il est sénateur pendant plusieurs mandats.
En 1891, Constantin Dissescu insiste pour faire admettre au barreau Sarmiza Bilcescu, la première femme avocate de Roumanie. Il plaide avec force pour l'adoption de la Constitution de 1923 de la Roumanie. Il est l'auteur des études de droit (Chestiunea revizuirii legii electorale, Originea şi condiţiunea proprietăţii în România, Legea Minelor) et de l' histoire (Conferinṭă asupra vieţii lui Barbu Ştirbeiu, Amintiri şi impresii vacarme Cadrilater), ainsi que des essais littéraires ou sociaux (psihologia călugărului, Despre poezia română, Ovide, Despre imitație, Povețe de viață ).
Constantin Dissescu est marié à Alexandrina Hagi Panteli, issue d'une riche famille de boyards marchands. Leur fille épouse le diplomate Gheorghe Derussi . À partir de 1902, la famille vit à Casa Dissescu sur la Calea Victoriei.